# 外局
外局（がいきょく、英語: Independent Organ）とは、日本政府の内閣府または省に置かれる、特殊な事務、独立性の強い事務を行うための組織で、内部部局（本府または本省）と並立する地位を有するものである。現在では、合議制の委員会と独任制の庁の2つに大別される。
1998年（平成10年）の中央省庁等改革基本法第16条第4項により、後述する例外を除いて、「主として政策の実施に関する機能を担うもの」と定義されている。ただし中央省庁等改革実施時点（2001年）時点で庁である外局15庁のうち8庁が実施庁であったが、2022年12月現在では庁である外局15庁のうち5庁が実施庁であり庁の数からは例外の方が多数になっている。

## 概要
日本政府の行政組織は、内閣のもと1府11省2庁からなり、それぞれの府省の内部には、内部部局として、大臣官房および局（部）が、その下に課または室が設けられている（国家行政組織法の適用を受けないデジタル庁及び復興庁は、このような組織構成とはなっていない）。外局は、この局と同程度の業務を受け持ちながら、その業務が特殊性・専門性を帯びているために、ある程度独立した機関として設置されているものである。
外局の長については、委員会の長は委員長であり、庁の長は長官である。委員長および長官は以下のような権限を有し、本府・本省に対しての独立性を有している。
- 外局内の職員の任免権。ただし、外局に置かれる審議会等の委員の任命権は大臣が有していることが極めて多い。
- 所管の大臣に「内閣府令・省令」の発出を求める権限

また、委員会および長官は以下のような権限を有する。
- 所掌事務について特別の命令（いわゆる外局の規則）を制定する権限（ただし、法律の定めが必要）
- 告示を発出する権限
- 部内に訓令・通達を発出する権限

しかし、閣議の請議や「内閣府令・省令」の発出を大臣に依頼しなくてはならない点など、所管の大臣の指揮監督の下にあるがゆえの制約もある。
ちなみに庁の長官については、所属府省の出身者が就任することが多いが、その庁の出身者が就任することは、気象庁および最近の海上保安庁を除き、まれである。上記のように外局を含めた府省の中でも権限が多いことから府省の事務次官に次ぐ地位と見られている。なお、各府省によって異なるが、長官就任後、担当府省の事務次官に就任する例も多く見られる。逆に事務次官経験者が外局たる庁の長官に就任したのは、事務次官経験者が国会議員となって大臣庁の長官に就任したケースを除くと、環境事務次官を務めた藤森昭一が宮内庁長官に就任した例、内閣府事務次官を務めた内田俊一が初代の消費者庁長官に就任した例がある。
現在、内閣府及び各省の外局とは、内閣府は内閣府設置法第49条によって、各省は国家行政組織法第3条により規定されるもので、内閣府においては内閣府第64条及び各設置法等において、各省においては国家行政組織法別表第一に列挙されたもののみであり、○○委員会、○○庁という名称を用いていても、外局ではないものがある。例えば、証券取引等監視委員会（金融庁設置法第6条、「審議会等」という。）、宮内庁（内閣府設置法第48条）、警察庁（警察法第15条）及び検察庁（法務省設置法第14条、「特別の機関」という。）などがこれにあたる。
また、内閣府の外局たる委員会の長には、国務大臣を充てることができ、これを大臣委員会という。かつては内閣府（それ以前は総理府）の外局たる庁で、その長に国務大臣を充てるものがあり、これを大臣庁と呼んだが、2007年1月9日、内閣府の外局で最後の大臣庁であった防衛庁が防衛省に昇格し、内閣府設置法から、内閣府の外局たる庁で、その長に国務大臣を充てる大臣庁に関する規定が削除され、大臣庁は現行法上、消滅した。

## 沿革
かつて（1949年の国家行政組織法施行前）は、内務省の社会局、宮内省の内大臣府や掌典職、厚生省の引揚援護院、陸軍省の陸軍兵器行政本部、海軍省の海軍艦政本部などの外局に相当する機関があった。「○○省官制」の中の条文に基づき設置された内部部局と異なり、これらの機関は「□□局官制」のように独自の官制に基づき設置されたが、官制上は「○○大臣の管理に属し」とあるだけで機関の性格についての規定はなく今日の特別の機関、施設等機関や地方支分部局に相当するものもあり、それらと必ずしも区別し難い。また、これらの機関の長の職名も、「□□局長」「□□局長官」のようにまちまちであった。このように、外局の呼称は、時代により異なり、定義や位置づけも、その時代の法令の規定の仕方に依拠している。
府省の外局という位置づけを法律上明確に規定されたのは1948年7月1日に設置された水産庁であり、水産庁設置法（昭和23年7月1日法律第78号）第1条で「政府は、水産業を振興し水産物の増産を図り、もつて経済の興隆と国民生活の安定とに寄与するために、農林省の外局として水産庁を設置する。」と初めて法令上で、○〇省の外局の用語が使用された。ただし、外局の用語は、これにこれに２か月先立つ海上保安庁法（昭和23年4月27日法律第28号）で、「運輸大臣の管理する外局として海上保安庁を置く。」での使用が初めての使用例である。外局の用語を使用するものの、それまでの、「○〇大臣の管理に属」も使用している。なお、現行の海上保安庁法でも「国土交通大臣の管理する外局として海上保安庁を置く。」となっている。

## 実施庁
「その所掌事務が主として政策の実施に係るものである庁」として国家行政組織法第7条第5項および別表第二で規定されている庁を「実施庁」と称し、具体的には公安調査庁、国税庁、特許庁、気象庁および海上保安庁がこれに該当する。2001年1月6日の中央省庁再編時点では、このほかに郵政事業庁、社会保険庁および海難審判庁も実施庁とされていた。実施庁は、内局や実施庁でない庁の課の設置が政令で定めるとされているのに対し、実施庁の課の設置は省令で定めるとされるなど差異がある。

## 外局の規則（委員会規則・庁令）
委員会および庁の長官は、法律の定めるところにより、政令・内閣府令・省令以外の特別の命令を定めることができる（内閣府設置法58条4項、国家行政組織法13条1項）。委員会が定める命令が規則であり、庁の長官が定めるものが庁令である。これらを総称して外局の規則という。
現在、外局である委員会はすべて規則を定めることができるが、庁令を定めることができる庁は海上保安庁のみである。同庁は、海上保安庁法第33条の2により、海上保安学校および海上保安大学校の名称、位置および内部組織については庁令で定めることとしている。

## 英語表記
内閣官房が公表している『部局課名・官職名英訳名称一覧』によれば、外局の英訳は「Independent Organ」とされているが、「Affiliated Agency」との表記もみられる。

## 外局の一覧
- 内閣府
  - 公正取引委員会
  - 国家公安委員会（唯一の大臣委員会）　
  - 個人情報保護委員会
  - カジノ管理委員会
  - 金融庁
  - 消費者庁
  - こども家庭庁
- 総務省
  - 公害等調整委員会
  - 消防庁
- 法務省
  - 出入国在留管理庁
  - 公安審査委員会
  - 公安調査庁
- 財務省
  - 国税庁
- 文部科学省
  - 文化庁
  - スポーツ庁
- 厚生労働省
  - 中央労働委員会
- 農林水産省
  - 林野庁
  - 水産庁
- 経済産業省
  - 資源エネルギー庁
  - 特許庁
  - 中小企業庁
- 国土交通省
  - 運輸安全委員会
  - 観光庁
  - 気象庁
  - 海上保安庁 - 長官は海上保安庁法、政令に基づき庁令を発することができる。現在、庁令という形式の命令発出が認められている唯一の例となっている。
- 環境省
  - 原子力規制委員会（原子力規制庁）- 原子力規制委員会の事務局として原子力規制庁を設置。
- 防衛省
  - 防衛装備庁

## 庁や委員会の名称を持つが外局ではないもの
- 内閣
  - 復興庁 - 内閣に直隷しており府省の下には入らない（復興庁設置法）
    - 復興推進委員会 - 復興庁の審議会等（復興庁設置法）

  - デジタル庁 - 内閣に直隷しており府省の下には入らない（デジタル庁設置法）
- 内閣官房
  - 内閣感染症危機管理統括庁
- 内閣府
  - 宇宙政策委員会
  - 食品安全委員会
  - 障害者政策委員会
  - 原子力委員会
  - 公益認定等委員会
  - 再就職等監視委員会
  - 消費者委員会 - 内閣府の審議会等（内閣府設置法）
  - 宮内庁 - 内閣府に置かれる機関。中央省庁再編前、宮内庁は総理府の外局であったが、再編後、外局ではなく「内閣府に置かれる機関」という外局とはやや別格の機関となった（内閣府設置法）
  - 警察庁 - 内閣府の外局である国家公安委員会の特別の機関（警察法）
  - 証券取引等監視委員会 - 内閣府の外局である金融庁の審議会等（金融庁設置法）
- 総務省
  - 政治資金適正化委員会 - 総務省の特別の機関（政治資金規正法）
  - 国地方係争処理委員会 - 総務省の審議会等（地方自治法）
  - 電気通信紛争処理委員会 - 総務省の審議会等（電気通信事業法）
- 法務省
  - 司法試験委員会 - かつては「司法試験管理委員会」の名称を持つ外局であったが、2004年1月1日、現在の名称になり国家行政組織法第8条による審議会等に移行した（法務省設置法）
  - 日本司法支援センター評価委員会 - 法務省の審議会等（総合法律支援法）
  - 検察庁 - 法務省の特別の機関（法務省設置法）
- 文部科学省
  - 日本ユネスコ国内委員会 - 文部科学省の特別の機関（文部科学省設置法）
  - 国立大学法人評価委員会 - 文部科学省の審議会等（国立大学法人法）
- 経済産業省
  - 電力・ガス取引監視等委員会 - 経済産業省の審議会等（電気事業法）
- 国土交通省
  - 土地鑑定委員会 - 国土交通省の審議会等（地価公示法）
- 環境省
  - 原子力規制庁 - 環境省の外局である原子力規制委員会の事務局（原子力規制委員会設置法）

- 地方自治体の委員会（公安委員会等）は省略
- 東京都
  - 警視庁 - 都警察の本部（警察法）
  - 東京消防庁 - 東京都にある消防本部（東京消防庁の設置等に関する条例）
  - 東京都教育庁 - 東京都教育委員会の事務局（東京都教育庁設置規則）

## 過去に存在した外局等

### 国家行政組織法施行後
- 総理府→内閣府
  - 統計委員会 - 1949年6月1日-1952年7月31日、行政管理庁に統合
  - 全国選挙管理委員会 - 1949年6月1日-1952年7月31日、自治庁に改組
  - 公職資格訴願審査委員会 - 1949年6月1日-1951年3月31日、廃止
  - 外国為替管理委員会 - 1949年6月1日-1952年7月31日、大蔵省に統合
  - 宮内庁 - 1949年6月1日-2001年1月5日、内閣府に置かれる機関に移行
  - 特別調達庁 - 1949年6月1日-1952年3月31日、調達庁に改称
  - 賠償庁 - 1949年6月1日-1952年4月27日、大蔵省に統合
  - 行政管理庁 - 1949年6月1日-1984年6月30日、総務庁に改組
  - 地方自治庁 - 1949年6月1日-1952年7月31日、自治庁に改組
  - 地方財政委員会 - 1950年5月30日-1952年7月31日、自治庁に改組
  - 北海道開発庁 - 1950年6月1日-2001年1月5日、国土交通省に改組
  - 電波監理委員会 - 1950年6月1日-1952年7月31日、郵政省に統合
  - 首都建設委員会 - 1950年6月28日-1952年7月31日、建設省に移管
  - 公益事業委員会 - 1950年12月15日-1952年7月31日、通商産業省に統合
  - 土地調整委員会 - 1951年1月31日-1972年6月30日、公害等調整委員会に改組
  - 調達庁 - 1952年4月1日-1958年7月31日、防衛庁に移管
  - 自治庁 - 1952年8月1日-1960年6月30日、自治省に改組
  - 保安庁 - 1952年8月1日-1954年6月30日、防衛庁に改組
  - 経済審議庁 - 1952年8月1日-1955年7月20日、経済企画庁に改組
  - 防衛庁 - 1954年7月1日-2007年1月8日、防衛省に改組
    - ※調達庁[2] - 1958年8月1日-1962年10月31日、防衛施設庁に改組
    - ※防衛施設庁[2][3] - 1962年11月1日-2007年1月8日、防衛省の外局に移行

  - 経済企画庁 - 1955年7月20日-2001年1月5日、内閣府に改組
  - 科学技術庁 - 1956年5月19日-2001年1月5日、文部科学省に改組
  - 首都圏整備委員会 - 1956年6月9日-1974年6月26日、国土庁に改組
  - 沖縄・北方対策庁 - 1970年5月1日-1972年5月14日、沖縄開発庁に改組
  - 環境庁 - 1971年7月1日-2001年1月5日、環境省に改組
  - 沖縄開発庁 - 1972年5月15日-2001年1月5日、内閣府に改組
  - 国土庁 - 1974年6月26日-2001年1月5日、国土交通省に改組
  - 総務庁 - 1984年7月1日-2001年1月5日、総務省に改組
  - 金融監督庁 - 1998年6月22日-1998年12月14日、金融再生委員会に移管
  - 金融再生委員会 - 1998年12月15日-2001年1月5日、金融庁に統合
    - ※金融監督庁[2] - 1998年12月15日-2000年6月30日、金融庁に改組
    - ※金融庁[2] - 2000年7月1日-2001年1月5日、内閣府の外局に移行

  - 特定個人情報保護委員会 - 2014年1月1日-2015年12月31日、個人情報保護委員会に改組
- 総務省
  - 郵政事業庁 - 2001年1月6日-2003年3月31日、特殊法人日本郵政公社に改組
- 法務府→法務省
  - 中央更生保護委員会 - 1949年7月1日-1952年7月31日、法務省に統合
  - 司法試験管理委員会 - 1949年6月1日-2003年12月31日、法務省に統合
- 外務省
  - 出入国管理庁 - 1950年10月1日-1951年10月31日、入国管理庁に改組
  - 入国管理庁 - 1951年11月1日-1952年7月31日、法務省に統合
- 大蔵省
  - 証券取引委員会 - 1949年6月1日-1952年7月31日、大蔵省に統合
  - 造幣庁 - 1949年6月1日-1952年7月31日、大蔵省に統合
  - 印刷庁 - 1949年6月1日-1952年7月31日、大蔵省に統合
  - 公認会計士管理委員会 - 1950年5月4日-1952年7月31日、大蔵省に統合
- 文部省
  - 文化財保護委員会 - 1950年8月29日-1968年6月15日、文化庁に改組
- 厚生省→厚生労働省
  - 引揚援護庁 - 1949年6月1日-1954年3月31日、厚生省に統合
  - 社会保険庁 - 1962年7月1日-2009年12月31日、特殊法人日本年金機構に改組
- 農林省→農林水産省
  - 食糧庁 - 1949年6月1日-2003年6月30日、農林水産省に統合
- 通商産業省
  - 資源庁 - 1949年6月1日-1952年7月31日、通商産業省に統合
  - 工業技術庁 - 1949年6月1日-1952年7月31日、通商産業省に統合
- 運輸省→国土交通省
  - 船員労働委員会 - 1949年6月1日-2008年9月30日、中央労働委員会に統合
  - 海難審判庁 - 1949年6月1日-2008年9月30日、運輸安全委員会に改組
  - 航空庁 - 1950年12月12日-1952年7月31日、運輸省に統合
  - 捕獲審検再審査委員会 - 1952年4月28日-1963年3月31日、廃止
- 電気通信省
  - 電波庁 - 1949年6月1日-1950年5月31日、電波監理委員会に改組
  - 航空保安庁 - 1949年6月1日-1950年12月12日、航空庁に改組
- 労働省
  - 公共企業体仲裁委員会 - 1949年6月1日-1952年7月31日、公共企業体等仲裁委員会に改称
  - 国有鉄道中央調停委員会 - 1949年6月1日-1952年7月31日、公共企業体等調停委員会に改組
  - 専売公社中央調停委員会 - 1949年6月1日-1952年7月31日、公共企業体等調停委員会に改組
  - 国有鉄道地方調停委員会 - 1949年6月1日-1952年7月31日、公共企業体等調停委員会に改組
  - 専売公社地方調停委員会 - 1949年6月1日-1952年7月31日、公共企業体等調停委員会に改組
  - 公共企業体等仲裁委員会 - 1952年8月1日-1956年7月31日、公共企業体等労働委員会に改組
  - 公共企業体等調停委員会 - 1952年8月1日-1956年7月31日、公共企業体等労働委員会に改組
  - 公共企業体等労働委員会 - 1956年8月1日-1987年3月31日、国営企業労働委員会に改称
  - 国営企業労働委員会 - 1987年4月1日-1988年9月30日、中央労働委員会に統合
- 建設省
  - 首都建設委員会 - 1952年8月1日-1956年6月8日、首都圏整備委員会に改組
- 防衛省
  - 防衛施設庁 - 2007年1月9日-2007年8月31日、防衛省に統合
- 経済安定本部
  - 外資委員会 - 1949年6月1日-1952年7月31日、大蔵省に統合
  - 物価庁 - 1949年6月1日-1952年3月31日、経済安定本部に統合
  - 経済調査庁 - 1949年6月1日-1952年7月31日、行政管理庁に統合

### 国家行政組織法施行前
- 内閣
  - 法制局[4][5] - 1890年6月12日-1947年5月2日、内閣におかれる機関に移行
  - 賞勲局[6][7] - 1890年9月20日-1949年5月31日、総理府に統合
  - 印刷局[8] - 1898年11月1日-1924年12月20日、内閣所属部局に移行
  - 馬政局[9] - 1906年6月1日-1910年6月22日、陸軍省に移管
  - 鉄道院[10] - 1908年12月5日-1920年5月15日、鉄道省に改組
  - 軍需局[11] - 1918年6月1日-1920年5月15日、国勢院に改組
  - 国勢院[12] - 1920年5月15日-1922年11月1日、統計局に改組
  - 統計局[13] - 1922年11月1日-1924年12月20日、内閣所属部局に移行
  - 臨時震災救護事務局[14] - 1923年9月2日-1924年3月31日、廃止
  - 帝都復興院[15] - 1923年9月27日-1924年2月25日、復興局に改組
  - 資源局[16] - 1927年5月27日-1937年10月25日、企画院に改組
  - 対満事務局[17] - 1934年12月26日-1942年11月1日、大東亜省に改組
  - 内閣調査局[18] - 1935年5月11日-1937年5月14日、企画庁に改組
  - 紀元二千六百年祝典事務局[19] - 1936年7月1日-1943年3月31日、内閣官房に統合
  - 企画庁[20] - 1937年5月14日-1937年10月25日、企画院に改組
  - 企画院[21] - 1937年10月25日-1943年11月1日、軍需省に改組
  - 興亜院[22] - 1938年12月16日-1942年11月1日、大東亜省に改組
  - 情報局[23] - 1940年12月6日-1945年12月31日、廃止
  - 技術院[24] - 1942年1月31日-1945年9月5日、内閣調査局、文部省、特許標準局に改組
  - 特許局[25] - 1942年4月1日-1943年11月1日、技術院に統合
  - 統計局[26] - 1942年11月1日-1943年11月1日、内閣所属部局に移行
  - 綜合計画局[27] - 1944年11月1日-1945年9月1日、内閣調査局に改組
  - 逓信院[28] - 1945年5月19日-1946年7月1日、逓信省に改組
  - 内閣調査局[29] - 1945年9月1日-1945年11月24日、内閣官房に統合
  - 戦災復興院[30] - 1945年11月5日-1947年12月31日、建設院に改組
  - 復員庁[31] - 1946年6月15日-1947年10月15日、第一復員局は厚生省に移管、第二復員局は内閣総理大臣直属
  - 俘虜情報局[32] - 1946年6月15日-1949年5月31日、総理府に改組
  - 経済安定本部[33][34] - 1946年8月12日-1949年5月31日、国家行政組織法施行
  - 物価庁[35] - 1946年8月12日-1949年5月31日、経済安定本部の外局に移行
  - 統計委員会[36] - 1946年12月28日-1949年5月31日、総理府の外局に移行
  - 公職資格訴願審査委員会[37] - 1947年3月3日-1948年5月10日、廃止
  - 公正取引委員会[38] - 1947年7月1日-1949年5月31日、総理府の外局に移行
  - 第二復員局[39] - 1947年10月15日-1947年12月31日、復員局及び運輸省に移管
  - 全国選挙管理委員会[40] - 1947年12月10日-1949年5月31日、総理府の外局に移行
  - 建設院[41] - 1948年1月1日-1948年7月9日、建設省に改組
  - 内事局[42] - 1948年1月1日-1948年3月6日、廃止
  - 地方財政委員会[43] - 1948年1月7日-1949年5月31日、地方自治庁に改組
  - 国家公安委員会[44] - 1948年3月7日-1949年5月31日、総理府の外局に移行
  - 賠償庁[45] - 1948年2月1日-1949年5月31日、総理府の外局に移行
  - 連絡調整事務局[46] - 1948年2月1日-1949年5月31日、外務省に統合
  - 経済調査庁[47] - 1948年8月1日-1949年5月31日、経済安定本部の外局に移行
  - 公職資格訴願審査委員会[48] - 1949年2月8日-1949年5月31日、総理府の外局に移行
- 総理庁
  - 行政管理庁[49] - 1948年7月1日-1949年5月31日、総理府の外局に移行
  - 外資委員会[50] - 1949年3月15日-1949年5月31日、経済安定本部の外局に移行
  - 外国為替管理委員会[51] - 1949年3月16日-1949年5月31日、総理府の外局に移行
- 宮内省
  - 学習院[52][53] - 1906年4月1日-1947年3月31日、財団法人学習院に改組
  - 皇后宮職[54][55] - 1908年1月1日-1945年11月24日、宮内省に統合
  - 帝室会計審査局[56][57] - 1908年1月1日-1947年5月2日、廃止
  - 帝室林野管理局[58][59] - 1908年1月1日-1924年4月9日、帝室林野局に改称
  - 御歌所[60][61] - 1908年1月1日-1946年3月31日、宮内省に統合
  - 帝室博物館[62][63] - 1908年1月1日-1947年5月2日、文部省に移管
  - 李王職[64] - 1911年2月1日-1946年1月31日、王公族附職員に改組
  - 女子学習院[65] - 1923年4月5日-1947年3月31日、財団法人学習院に改組
  - 帝室林野局[66] - 1924年4月9日-1947年4月1日、農林省に統合
  - 皇太后宮職[67] - 1926年12月25日-1947年5月2日、宮内府に改組
  - 掌典職[68] - 1940年1月1日-1946年3月31日、宮内省に統合
  - 東宮職[69] - 1945年8月10日-1947年5月2日、宮内府に改組
  - 禁衛府[70] - 1945年9月10日-1946年3月31日、廃止
- 外務省
  - 対支文化事務局[71] - 1923年5月7日-1924年12月20日、外務省に統合
  - 終戦連絡事務局[72][73] - 1945年8月26日-1948年1月31日、連絡調整事務局に改組
- 内務省
  - 鉄道庁[74] - 1890年9月6日-1892年7月21日、逓信省に移管
  - 社会局[75] - 1922年11月1日-1938年1月11日、厚生省に改組
  - 復興局[76] - 1924年2月25日-1930年3月31日、復興事務局に改組
  - 復興事務局[77] - 1930年4月1日-1932年3月31日、廃止
  - 神祇院[78] - 1940年11月9日-1946年1月31日、廃止
  - 防空総本部[79] - 1943年11月1日-1945年9月1日、廃止
- 大蔵省
  - 造幣局[80][81][82][83] - 1886年4月17日-1949年5月31日、造幣庁に改組
  - 印刷局[84][85][86] - 1886年4月17日-1898年10月31日、内閣に移管
  - 専売局[87][88][89] - 1898年11月1日-1904年5月31日、煙草専売局に改組
  - 煙草専売局[90][91] - 1904年6月1日-1907年9月30日、専売局に改組
  - 専売局[92][93] - 1907年10月1日-1949年5月31日、特殊法人日本専売公社に改組
  - 国有財産整理局[94] - 1923年4月27日-1925年5月26日、営繕管財局に改組
  - 臨時営繕局[95] - 1923年10月1日-1925年4月1日、廃止
  - 営繕管財局[96] - 1925年5月26日-1942年11月1日、大蔵省に統合
  - 預金部[97] - 1932年11月24日-1937年5月4日、預金部資金局に改組
  - 預金部資金局[98] - 1937年5月4日-1941年7月16日、預金部に改組
  - 国民貯蓄奨励局[99] - 1938年4月19日-1942年11月1日、大蔵省に統合
  - 預金部[100] - 1941年7月16日-1942年11月1日、大蔵省に統合
  - 印刷局[101] - 1943年11月1日-1949年5月31日、印刷庁に改組
  - 証券取引委員会[102] - 1948年5月7日-1949年5月31日、国家行政組織法施行
- 陸軍省→第一復員省
  - 馬政局[103] - 1910年6月22日-1923年3月31日、農商務省に統合
  - 俘虜情報局[104] - 1914年9月21日-1920年7月15日、廃止
  - 航空局[105] - 1920年8月1日-1923年3月31日、逓信省に移管
  - 俘虜情報局[106] - 1941年12月29日-1946年6月15日、内閣に移管
- 海軍省
  - 海軍水路部[107] - 1886年4月26日-1888年6月27日、水路部に改称
  - 水路部[108][109][110][111] - 1888年6月27日-1945年11月29日、運輸省に移管
- 文部省
  - 教学局[112] - 1937年7月21日-1942年11月1日、文部省に統合
- 厚生省
  - 保険院[113] - 1938年1月11日-1942年11月1日、厚生省に統合
  - 傷兵保護院[114] - 1938年4月18日-1939年7月15日、軍事保護院に改組
  - 軍事保護院[115] - 1939年7月15日-1945年12月1日、保護院に改称
  - 保護院[116] - 1945年12月1日-1946年2月8日、厚生省に統合
  - 医療局[117] - 1945年12月1日-1946年11月5日、厚生省に統合
  - 引揚援護院[118] - 1946年3月13日-1948年5月30日、引揚援護庁に改組
  - 第一復員局[119] - 1947年10月15日-1947年12月31日、復員局に改組
  - 復員局[120] - 1948年1月1日-1948年5月30日、引揚援護庁に改組
  - 引揚援護庁[121] - 1948年5月31日-1949年5月31日、国家行政組織法施行
- 農商務省
  - 特許局[122] - 1887年12月27日-1890年6月21日、農商務省に統合
  - 製鉄所[123][124][125] - 1896年4月1日-1925年3月31日、商工省に移管
  - 特許局[126][127][128] - 1903年12月5日-1925年3月31日、商工省に移管
- 農林省→農商省→農林省
  - 馬政局[129] - 1936年7月6日-1945年10月26日、農林省に統合
  - 食糧管理局[130] - 1941年1月21日-1949年5月31日、食糧庁に改組
  - 林野局[131] - 1947年4月1日-1949年5月31日、林野庁に改組
  - 水産庁[132] - 1948年7月1日-1949年5月31日、国家行政組織法施行
- 商工省→軍需省→商工省→通商産業省
  - 特許局[133] - 1925年4月1日-1942年4月1日、内閣に移管
  - 製鉄所[134] - 1925年4月1日-1934年3月31日、日本製鐵株式会社に改組
  - 臨時産業合理局[135] - 1930年6月2日-1937年5月1日、商工省に統合
  - 燃料局[136] - 1937年6月10日-1943年11月1日、軍需省に改組
  - 貿易局[137] - 1937年7月14日-1942年11月1日、商工省に統合
  - 臨時物資調整局[138] - 1938年5月9日-1939年6月16日、商工省に統合
  - 物価局[139] - 1939年6月16日-1943年11月1日、軍需省に改組
  - 金属回収本部[140] - 1943年3月24日-1943年11月1日、企業整備本部に改組
  - 企業整備本部[141] - 1943年11月1日-1945年6月6日、軍需省に統合
  - 特許標準局[142] - 1945年9月5日-1948年8月1日、特許局に改称
  - 貿易庁[143] - 1945年12月14日-1949年5月24日、通商産業省に改組
  - 石炭庁[144][145] - 1945年12月14日-1949年5月24日、資源庁に改組
  - 中小企業庁[146][147] - 1948年8月1日-1949年5月31日、国家行政組織法施行
  - 工業技術庁[148][147] - 1948年8月1日-1949年5月31日、国家行政組織法施行
  - 特許局[149] - 1948年8月1日-1949年5月24日、特許庁に改組
  - 特許庁[147] - 1949年5月25日-1949年5月31日、国家行政組織法施行
  - 資源庁[147] - 1949年5月25日-1949年5月31日、国家行政組織法施行
- 逓信省
  - 郵便為替貯金局[150] - 1890年7月1日-1891年8月15日、郵便為替貯金管理所に改組
  - 郵便為替貯金管理所[151][152] - 1891年8月16日-1903年12月5日、逓信省に統合
  - 航路標識管理所[153][154] - 1891年8月16日-1925年9月12日、灯台局に改組
  - 鉄道庁[155] - 1892年7月21日-1893年11月9日、逓信省に統合
  - 鉄道作業局[156] - 1897年8月18日-1907年3月31日、帝国鉄道庁に改組
  - 帝国鉄道庁[157] - 1907年4月1日-1908年12月5日、鉄道院に改組
  - 郵便貯金局[158] - 1909年7月24日-1913年6月13日、為替貯金局に改組
  - 為替貯金局[159] - 1913年6月13日-1920年10月2日、貯金局に改組
  - 臨時電信電話建設局[160] - 1920年10月2日-1925年5月13日、逓信省に統合
  - 貯金局[161] - 1920年10月2日-1943年11月1日、逓信院に改組
  - 簡易保険局[162] - 1920年10月2日-1938年1月11日、保険院に改組
  - 航空局[163] - 1923年4月1日-1924年11月25日、逓信省に統合
  - 灯台局[164] - 1925年9月12日-1941年12月19日、海務院に改組
  - 航空局[165] - 1938年2月1日-1943年11月1日、運輸通信省に改組
  - 電力管理準備局[166] - 1938年5月6日-1939年4月1日、電気庁に改組
  - 電気庁[167] - 1939年4月1日-1942年11月1日、逓信省に統合
  - 海務院[168] - 1941年12月19日-1943年11月1日、運輸通信省に改組
  - 簡易保険局[169] - 1942年11月1日-1943年11月1日、通信院に改組
  - 簡易保険局[170] - 1947年4月23日-1949年5月31日、郵政省に改組
- 鉄道省
  - 国際観光局[171] - 1930年4月24日-1942年11月1日、廃止
- 運輸通信省→運輸省
  - 通信院[172] - 1943年11月1日-1945年5月19日、逓信院に改組
  - 灯台局[173] - 1944年2月14日-1948年4月30日、海上保安庁に改組
  - 水路部[174] - 1945年11月29日-1948年4月30日、海上保安庁に改組
  - 海上保安庁[175] - 1948年5月1日-1949年5月31日、国家行政組織法施行